# Association of Chartered Certified Accountants

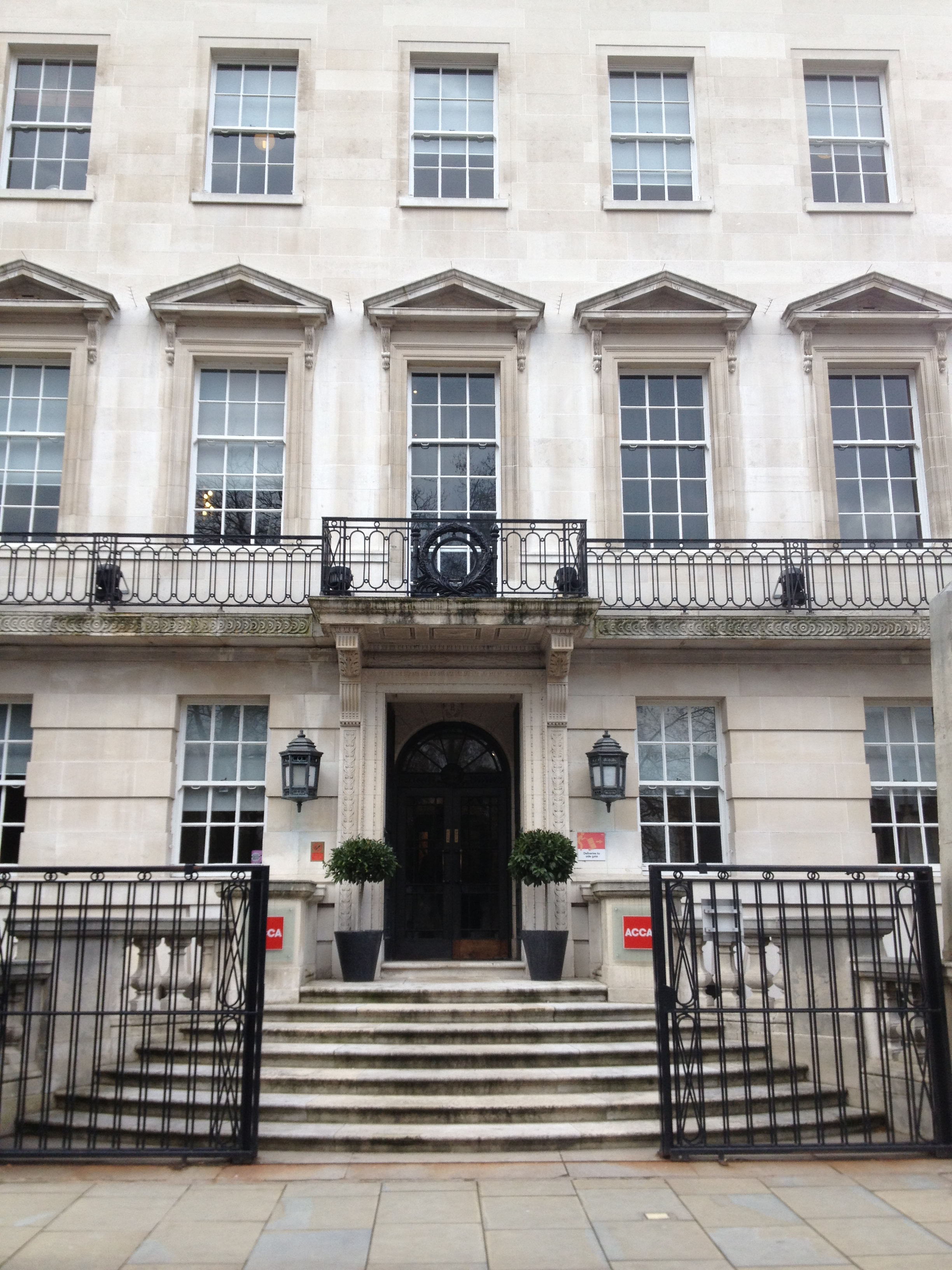

The Association of Chartered Certified Accountants (ACCA) este o organizație globală de experți contabili fondată în Marea Britanie și cu sediul la Londra, care conferă calificarea profesională de Chartered Certified Accountant (inițiale ACCA sau FCCA) pe plan mondial. ACCA este una din cele mai mari organizații de contabili din lume și are în prezent una dintre cele mai rapide rate de creștere a numărului de membri și studenți (peste 122 000 de membri și 325 000 de studenți și afiliați în 170 de țări). 
Pe lângă sediul central din Londra, ACCA mai deține un centru administrativ la Glasgow și 80 de birouri locale, dintre care unul la București.
ACCA este membru fondator al International Federation of Accountants (IFAC).
Termenul de 'Chartered' din calificarea ACCA se referă la Carta regală conferită în 1974 de Majestatea Sa Regina Elisabeta a II-a a Regatului Unit.
Întrucât titlul de Chartered Certified Accountant este protejat legal, persoanele care îl folosesc pentru a se desemna trebuie să fie membri ai ACCA și, dacă desfășoară misiuni de expertiză contabilă sau audit, trebuie să respecte reglementări adiționale, cum ar fi cele care instituie necesitatea de a deține un certificat de liberă practică, obligația de a încheia asigurări de răspundere civilă și obligația de a se supune la controale din partea ACCA.

## Istoric
Istoria ACCA începe în 1904, când opt persoane au format o organizație numită 'the London Association of Accountants'. Această inițiativă avea drept scop oferirea unui acces mai deschis la profesia contabilă decât era posibil în acel moment, în principal prin institutele de experți contabili din Anglia și Țara Galilor (ICAEW) și Scoția (ICAS). În 2007, obiectivul ACCA este acela de a deveni cea mai mare organizație profesională globală ca reputație, influență și număr de membri. 
O cronică a datelor importante din istoria ACCA și a predecesorilor săi este:
- 1930: London Association of Accountants duce o campanie încununată de succes pentru a obține dreptul de a audita companii
- 1933: London Association of Accountants este redenumită London Association of Certified Accountants
- 1939: Corporation of Accountants (organism scoțian, fondat în 1891) fuzionează cu London Association of Certified Accountants pentru a deveni Association of Certified and Corporate Accountants
- 1941: Institution of Certified Public Accountants (fondată în 1903, și incorporând Central Association of Accountants din 1933) fuzionează cu Association of Certified and Corporate Accountants
- 1971: Association of Certified and Corporate Accountants este redenumită Association of Certified Accountants
- 1974: Majestatea Sa Regina conferă Carta regală
- 1977: Asociația devine membru fondator al International Federation of Accountants (IFAC).
- 1984: Association of Certified Accountants este redenumită Chartered Association of Certified Accountants
- 1996: Chartered Association of Certified Accountants este redenumită Association of Chartered Certified Accountants. Membrii obțin dreptul de a folosi titlul de Chartered Certified Accountant (Inițiale ACCA sau FCCA). Association of Authorised Public Accountants devine o filială a ACCA.
- 1998: Programa de examene a ACCA formează baza programei globale pentru calificările contabile a Națiunilor Unite, publicată în 1999.
- 2004: ACCA își sărbătorește centenarul prin activități desfășurate pe tot mapamondul. Numărul de membri depășește 100 000.

## Calificări
ACCA oferă următoarele calificări: 

### A. Calificarea ACCA
Calificarea ACCA este principala calificare oferită de ACCA. După promovarea a până la 14 examene profesionale, completarea unui modul despre etica profesională și obținerea unei experiențe profesionale relevante și supervizate de trei ani, o persoană poate deveni Chartered Certified Accountant.
- Conform tradițiilor ACCA, accesul la examene este deschis pentru toate persoanele care au terminat un ciclu de educație secundară (la nivel de bacalaureat) și sunt înscrise într-o formă de învățământ superior (pe care ar trebui s-o finalizeze înainte de obținerea calității de membru).
- Ca parte din Calificarea ACCA, ACCA oferă în colaborare cu Oxford Brookes University un titlu universitar de licență (Bachelor of Science) în contabilitate aplicată, după terminarea modulului Fundamentals (primele nouă examene) din cadrul calificării și depunerea unui proiect de cercetare).
- Programa de examene actuală (syllabus), introdusă în decembrie 2007, constă într-un număr de până la 14 examene, deși în anumite cazuri pot fi disponibile scutiri de anumite examene. Examenele (papers) sunt împărțite în două module - Fundamentals (9 papers) și Professional. În modulul Professional există patru examene opționale (din care trebuie alese două) și trei examene de bază, care sunt obligatorii pentru toti candidații.
- Materiile examinate includ contabilitatea financiară, contabilitatea de gestiune, audit financiar, fiscalitate, drept, management financiar, informatică de gestiune și management strategic.

Examenele ACCA se susțin concomitent oriunde în lume, de două ori pe an, în iunie și în decembrie. Primele trei examene din Calificarea ACCA pot fi susținute și pe calculator, în orice moment al anului.
În prezent, în România există un singur centru de examene ACCA, la București. Centrul este gestionat de British Council.

### B. Certified Accounting Technician (CAT)
Aceasta este o calificare contabilă pentru începători. Deși CAT este o calificare de sine stătătoare, de obicei persoanele care studiază pentru CAT o consideră o introducere în contabilitate, înainte de începerea studiilor pentru Calificarea ACCA.

### C. Alte calificări
ACCA oferă și alte calificări:
- un MBA (pentru membrii ACCA, oferit în cooperare cu Oxford Brookes University)
- Diploma in Financial Management (DipFM). Introdusă la mijlocul anilor 1980 sub denumirea de Certified Diploma in Accounting and Finance, aceasta este o calificare financiară destinată managerilor nefinanciari.
- Diploma in International Financial Reporting (DipIFR)
- Certificate in International Auditing (CertIA)
- Certificate in International Financial Reporting (CertIFR)
- International Certificate in Financial English (oferit în cooperare cu Universitatea din Cambridge)

## Calitatea de membru

### Membru asociat (Associate)
Persoanele interesate de Schema profesională se înscriu inițial ca studenți.
După terminarea examenelor ACCA, studenții devin automat afiliați ACCA. Pentru a deveni membri asociați (Chartered Certified Accountant), afiliații trebuie să fi acumulat trei ani de experiență contabilă relevantă și supervizată, pe care s-o poată dovedi. Odată ce și această condiție este îndeplinită, afiliații devin membri asociați prin hotărârea Consiliului ACCA, în continuare având dreptul de a fi desemnați cu denumirea de Chartered Certified Accountant și putând utiliza inițialele ACCA. 

### Fellow
De la 1 ianuarie 2008, calitatea de membru senior, sau Fellow, se acordă automat membrilor cu vechime neîntreruptă de cinci ani, cu condiția respectării cerințelor privind Dezvoltarea Profesională Continuă (Continuous Professional Development - CPD). 
Membrii seniori ai ACCA folosesc inițialele FCCA în loc de ACCA.
La sfârșitul anului 2006 erau 115 345 de membri și 296 000 de afiliați și studenți în 170 de țări. Detalii Arhivat în 2 decembrie 2008, la Wayback Machine.

### Dezvoltare profesională continuă
Înainte de 2005, Dezvoltarea Profesională Continuă (CPD) era obligatorie numai pentru deținătorii de certificate de liberă practică și de licențe pentru insolvență. Din 2005, ACCA a extins obligativitatea CPD la toți membrii, în trei faze:
- Faza 1: Începând cu 1 ianuarie 2005, pentru membrii admiși pe sau după 1 ianuarie 2001 (și toți deținătorii de certificate de liberă practică și de licențe pentru insolvență)
- Faza 2: Începând cu 1 ianuarie 2006, pentru membrii admiși între 1 ianuarie 1995 și 31 decembrie 2000
- Faza 3: Începând cu 1 ianuarie 2007, pentru membrii admiși pe sau înainte de 31 decembrie 1994.

## Recunoaștere legală

### Europa

#### (A.) Regatul Unit și Republica Irlanda
- Calificarea ACCA este pe deplin recunoscută în Regatul Unit și în Republica Irlanda.
  - În conformitate cu Carta regală conferită de Majestatea Sa Regina, ACCA lucrează în interesul public.
  - Doar ACCA, ICAEW, ICAI și ICAS pot să-și autorizeze membrii să desfășoare activități de audit, insolvență și consultanță pentru investiții în Regatul Unit și Republica Irlanda.
- În afara acestor țări, recunoașterea legală de către autoritățile guvernamentale sau recunoașterea reciprocă de către institute similare variază de la țară la țară. Chiar și acolo unde nu există o recunoaștere legală sau reciprocă, membrii ACCA pot beneficia, în anumite cazuri, de avantaje la susținerea examenelor profesionale locale. În plus, în multe cazuri, puternica reputație globală a ACCA ar putea face inutilă ob'inerea unei calificări locale.

#### (B.) Uniunea Europeană (UE), Spațiul Economic European (SEE) și Elveția
- Calificarea ACCA este recunoscută prin lege de toate statele membre ale Uniunii Europene, în conformitate cu directiva privind recunoașterea reciprocă a calificărilor profesionale. Această recunoaștere se extinde și asupra țărilor din Spațiul Economic European și Elveției. De exemplu, un membru ACCA poate practica profesia contabilă în toate statele membre ale UE, SEE sau în Elveția, dar pot folosi doar desemnarea ACCA sau Chartered Certified Accountant și nu desemnarea calificării contabile locale. Accesul la calificările contabile locale se face prin promovarea unui test de aptitudini. Este însă necesar ca membrul ACCA în cauză să fie cetățean al unui stat membru al SEE sau al Elveției pentru a putea beneficia de prevederile acestei directive.

#### (C.) România
- Pe lângă recunoașterea conferită de directiva europeană, membrii ACCA beneficiază în România și de acordurile semnate de ACCA cu Corpul Experților Contabili și Contabililor Autorizați din România (CECCAR) și cu Camera Auditorilor Financiari din România (CAFR). Membrii ACCA pot obține calitatea de expert contabil sau de auditor financiar prin prezentarea de dosare și susținerea de interviuri la cele două organisme profesionale.

#### (D.) Turcia
- ACCA și TÜRMOB (Uniunea Camerelor Experților Contabili Certificați din Turcia) au semnat în 2004 un acord de parteneriat care le permite membrilor TÜRMOB rezidenți în Turcia să urmeze Schema profesională a calificării ACCA și să devină membri ACCA.

#### (E.) Alte țări
- Calificarea ACCA este în prezent recunoscută de organizații naționale de experți contabili cu care organizează scheme de examinare comune în următoarele țări:
  - Cipru (Institutul Experților Contabili Certificați din Cipru);
  - Malta (Institutul Experților Contabili din Malta);
  - Armenia (Asociația Experților Contabili și Auditorilor din Armenia);
  - Georgia (Federația Georgiană a Experților Contabili și Auditorilor Profesionali).

La sfârșitul anului 2006 existau 64 574 de membri și 91 379 de studenți și afiliați în vestul Europei, Regatul Unit și Irlanda, precum și 3 279 de membri și 17 273 de studenți și afiliați în Europa Centrală și de Est.
În România sunt în prezent în jur de 400 de membri ACCA și 3 000 de studenți și afiliați.

### America de Nord

#### (A.) Statele Unite ale Americii (SUA)
- Nu există deocamdată niciun acord de recunoaștere reciprocă între ACCA și AICPA/NASBA dar au existat negocieri în acest sens. În prezent, acestea sunt suspendate în urma unei decizii a instituției de reglementare a profesiei contabile din Regatul Unit, Professional Oversight Board of Accounting. Trebuie remarcat că dacă ACCA ar dobândi recunoașterea legală în SUA, fiecare stat în parte ar trebui să acorde reciprocitatea pe propriul său teritoriu.
- În prezent, calitatea de membru ACCA este recunoscută de Colorado State Board of Accountancy, care consideră că aceasta îndeplinește cerințele legate de educație pentru a da dreptul membrilor să susțină examenul pentru obținerea calificării de Certified Public Accountant (CPA). Majoritatea membrilor ACCA care promovează examenul CPA pot solicita acordarea unei licențe CPA în statul Colorado, după o evaluare a calificărilor.

La sfârșitul anului 2005 erau 1 315 membri ACCA în SUA.

#### (B.) Canada
- ACCA a semnat un acord de recunoaștere reciprocă cu CGA Canada, care a intrat în vigoare la 1 ianuarie 2007. Detalii Arhivat în 16 mai 2007, la Wayback Machine.
- ACCA este recunoscută de guvernul canadian ca fiind o calificare eligibilă pentru auditul instituțiilor guvernului federal din Canada.  Arhivat în 26 septembrie 2007, la Wayback Machine.
- ACCA Canada întreprinde acțiuni pentru obținerea recunoașterii pentru exercitarea activității de audit statutar în provincia Ontario, în condițiile legislației locale.

În 2006, ACCA avea 1 100 de membri și peste 400 de studenți în Canada, majoritatea locuind în provincia Ontario.

## Parteneriate globale

### Parteneri profesionali
- ACCA are în prezent parteneriate cu următoarele instituții profesionale:
  - Securities & Investment Institute (SII) Arhivat în 16 decembrie 2005, la Wayback Machine. din Marea Britanie
  - Institute of Internal Auditors (IIA)
  - Chartered Institute of Taxation (CIOT) din Marea Britanie
  - Association of Corporate Treasurers(ACT) din Marea Britanie.

### Relații cu universități
- ACCA a stabilit relații cu un număr de universități, care oferă membrilor ACCA accesul la educație universitară și postuniversitară în domeniul contabilității și în alte domenii.
  - Relația dintre ACCA și Oxford Brookes University din Marea Britanie le permite studenților și membrilor ACCA să obțină un titlu universitar de BSc (Honours) în contabilitate aplicată. De asemenea, cele două instituții au lansat împreună un program MBA.
  - ACCA și School of Oriental and African Studies (SOAS) de la Universitatea din Londra au semnat un acord de parteneriat global prin care membrii și afiliații ACCA au posibilitatea de a obine diploma postuniversitară în management financiar public acordată de SOAS. [nefuncțională]
.
  - ACCA a semnat un acord cu Universitatea din Cambridge care a dus la lansarea Certificatului Internațional de Engleză Financiară (Cambridge ICFE), un nou examen de limbă engleză din domeniul financiar.
  - Împreună cu Said Business School de la Universitatea din Oxford, ACCA oferă Diploma în Strategie Financiară, un curs la nivel de masterat
  - ACCA și Edinburgh Business School din cadrul Heriot-Watt University au semnat un acord care le permite studenților ACCA din partea 3 a examenelor, afiliaților și membrilor să acceadă ușor printr-un transfer gratuit de credite și scutiri de examene obținute la înscriere la programul MSc în management financiar organizat prin educație la distanță sau prin cursuri organizate la o rețea globală de centre.  Arhivat în 22 iulie 2012, la Wayback Machine.  Arhivat în 1 ianuarie 2009, la Wayback Machine.
  - ACCA a intrat într-un parteneriat cu Universitatea din Exeter pentru a oferi membrilor accesul la educație postuniversitară în leadership (titlul de MA în leadership).  Arhivat în 7 august 2011, la Wayback Machine.  Arhivat în 26 septembrie 2007, la Wayback Machine.

### Reprezentare internațională
- ACCA este reprezentată în numeroase comitete și organizații internaționale. (Sursă:  Arhivat în 26 septembrie 2007, la Wayback Machine.)
  - Federația Contabililor din ASEAN (AFA)
  - Confederația Contabililor din Asia Pacific (CAPA)
  - Comitetul Cosultativ al Corpurilor de Experți Contabili (CCAB) din Marea Britanie
  - Federația Contabililor din Africa de Est, Centrală și de Sud (ECSAFA)
  - Grupul Consultativ European pentru Raportarea Financiară (EFRAG)
  - Federația Experților Contabili Europeni (FEE)
  - Federația Experților Contabili Mediteraneeni (FCM)
  - Global Reporting Initiative (GRI)
  - Federația Internațională a Contabililor (IFAC)
  - Institutul Experților Contabili din Caraibe (ICAC)
  - Asociația Inter-Americană a Contabililor (IAA)
  - Parteneriatul Sud-Est European pentru Dezvoltarea Contabilității (SEEPAD Arhivat în 28 aprilie 2007, la Wayback Machine.)